# Canton de Serris
Le canton de Serris est une circonscription électorale française du département de Seine-et-Marne créée par le décret du 18 février 2014. Elle tient lieu de circonscription d'élection des conseillers départementaux et entre en vigueur lors des premières élections départementales suivant la publication du décret.

## Histoire
Un nouveau découpage territorial de Seine-et-Marne entre en vigueur à l'occasion des premières élections départementales suivant le décret du 18 février 2014. Les conseillers départementaux sont, à compter de ces élections, élus au scrutin majoritaire binominal mixte. Les électeurs de chaque canton élisent au Conseil départemental, nouvelle appellation du Conseil général, deux membres de sexe différent, qui se présentent en binôme de candidats. Les conseillers départementaux sont élus pour 6 ans au scrutin binominal majoritaire à deux tours, l'accès au second tour nécessitant 12,5 % des inscrits au 1er tour. En outre la totalité des conseillers départementaux est renouvelée. Ce nouveau mode de scrutin nécessite un redécoupage des cantons dont le nombre est divisé par deux avec arrondi à l'unité impaire supérieure si ce nombre n'est pas entier impair, assorti de conditions de seuils minimaux. En Seine-et-Marne, le nombre de cantons passe ainsi de 43 à 23.
Le canton de Serris est formé de communes des anciens cantons de Thorigny-sur-Marne (5 communes), de Crécy-la-Chapelle (18 communes) et de Rozay-en-Brie (1 commune). Avec ce redécoupage administratif, le territoire du canton s'affranchit des limites d'arrondissements, avec 5 communes incluses dans l'arrondissement de Torcy et 18 dans l'arrondissement de Meaux. Le bureau centralisateur est situé à Serris.

## Représentation
| Période élective | Période élective | Mandat | Mandat   | Identité               | Nuance | Nuance | Qualité |
| ---------------- | ---------------- | ------ | -------- | ---------------------- | ------ | ------ | --- |
| 2015             | 2021             | 2015   | 2021     | Arnaud de Belenet      |        | DVC    | Juriste Maire de Bailly-Romainvilliers (2005-2017) Ancien conseiller général du Canton de Thorigny-sur-Marne (2011-2015) Sénateur LREM puis apparenté UC depuis 2017 |
| 2015             | 2021             | 2015   | 2021     | Valérie Pottiez-Husson |        | LR     | Juriste Ancienne maire d'Esbly (1993-2020) |
| 2021             | 2028             | 2021   | en cours | Thierry Cerri          |        | DVD    | Gérant d'un cabinet d'économie et d'étude du bâtiment Maire de Coupvray                                                                                              |
| 2021             | 2028             | 2021   | en cours | Anne Gbiorczyk         |        | DVD    | Maire de Bailly-Romainvilliers 4e vice-présidente chargée de l'enfance, de la famille et de la présence médicale                                                     |

### Résultats détaillés

#### Élections de mars 2015
À l'issue du 1er tour des élections départementales de 2015, deux binômes sont en ballottage : Arnaud de Belenet et Valérie Pottiez-Husson (UMP, 44,72 %) et Georges Hurth et Irina Longuet (FN, 30,06 %). Le taux de participation est de 46,19 % (18 955 votants sur 41 041 inscrits) contre 44,94 % au niveau départemental et 50,17 % au niveau national.
Arnaud de Belenet a été élu sénateur de Seine-et-Marne. Il est membre du groupe LREM.
Au second tour, Arnaud De Belenet et Valérie Pottiez-Husson (UMP) sont élus avec 67,87 % des suffrages exprimés et un taux de participation de 45,39 % (11 600 voix pour 18 627 votants et 41 041 inscrits).

#### Élections de juin 2021
Le premier tour des élections départementales de 2021 est marqué par un très faible taux de participation (33,26 % au niveau national). Dans le canton de Serris, ce taux de participation est de 26,96 % (12 388 votants sur 45 946 inscrits) contre 27,81 % au niveau départemental. À l'issue de ce premier tour, deux binômes sont en ballottage : Thierry Cerri et Anne Gbiorczyk (DVD, 35,25 %) et Aurélie Cordonnier et Éric Gerard (RN, 24,56 %).
Le second tour des élections est marqué une nouvelle fois par une abstention massive équivalente au premier tour. Les taux de participation sont de 34,36 % au niveau national, 30,02 % dans le département et 29,57 % dans le canton de Serris. Thierry Cerri et Anne Gbiorczyk (DVD) sont élus avec 73,09 % des suffrages exprimés (9 049 voix pour 13 592 votants et 45 966 inscrits),,.

## Composition
Le canton de Serris comprend vingt-quatre communes entières.
| Nom                            | Code Insee | Intercommunalité              | Superficie (km2) | Population (dernière pop. légale) | Densité (hab./km2) | Modifier                                    |
| ------------------------------ | ---------- | ----------------------------- | ---------------- | --------------------------------- | ------------------ | ------------------------------------------- |
| Serris (bureau centralisateur) | 77449      | CA Val d'Europe Agglomération | 5,65             | 9 988 (2022)                      | 1 768              | modifier les données · modifier les données |
| Bailly-Romainvilliers          | 77018      | CA Val d'Europe Agglomération | 8,72             | 7 049 (2022)                      | 808                | modifier les données · modifier les données |
| Bouleurs                       | 77047      | CA Coulommiers Pays de Brie   | 8,25             | 1 731 (2022)                      | 210                | modifier les données · modifier les données |
| Boutigny                       | 77049      | CA Pays de Meaux              | 9,88             | 850 (2022)                        | 86                 | modifier les données · modifier les données |
| Chessy                         | 77111      | CA Val d'Europe Agglomération | 5,74             | 7 242 (2022)                      | 1 262              | modifier les données · modifier les données |
| Condé-Sainte-Libiaire          | 77125      | CA Coulommiers Pays de Brie   | 2,15             | 1 470 (2022)                      | 684                | modifier les données · modifier les données |
| Couilly-Pont-aux-Dames         | 77128      | CA Coulommiers Pays de Brie   | 4,75             | 2 131 (2022)                      | 449                | modifier les données · modifier les données |
| Coulommes                      | 77130      | CA Coulommiers Pays de Brie   | 3,68             | 534 (2022)                        | 145                | modifier les données · modifier les données |
| Coupvray                       | 77132      | CA Val d'Europe Agglomération | 8,09             | 3 008 (2022)                      | 372                | modifier les données · modifier les données |
| Coutevroult                    | 77141      | CA Coulommiers Pays de Brie   | 7,08             | 1 191 (2022)                      | 168                | modifier les données · modifier les données |
| Crécy-la-Chapelle              | 77142      | CA Coulommiers Pays de Brie   | 15,78            | 4 881 (2022)                      | 309                | modifier les données · modifier les données |
| Esbly                          | 77171      | CA Val d'Europe Agglomération | 3,12             | 6 237 (2022)                      | 1 999              | modifier les données · modifier les données |
| La Haute-Maison                | 77225      | CA Coulommiers Pays de Brie   | 12,96            | 342 (2022)                        | 26                 | modifier les données · modifier les données |
| Magny-le-Hongre                | 77268      | CA Val d'Europe Agglomération | 4,66             | 9 058 (2022)                      | 1 944              | modifier les données · modifier les données |
| Montry                         | 77315      | CA Val d'Europe Agglomération | 2,86             | 3 872 (2022)                      | 1 354              | modifier les données · modifier les données |
| Quincy-Voisins                 | 77382      | CA Pays de Meaux              | 10,33            | 5 506 (2022)                      | 533                | modifier les données · modifier les données |
| Saint-Fiacre                   | 77408      | CA Pays de Meaux              | 2,75             | 490 (2022)                        | 178                | modifier les données · modifier les données |
| Saint-Germain-sur-Morin        | 77413      | CA Val d'Europe Agglomération | 4,81             | 3 892 (2022)                      | 809                | modifier les données · modifier les données |
| Sancy                          | 77443      | CA Coulommiers Pays de Brie   | 5,48             | 390 (2022)                        | 71                 | modifier les données · modifier les données |
| Tigeaux                        | 77466      | CA Coulommiers Pays de Brie   | 6,12             | 399 (2022)                        | 65                 | modifier les données · modifier les données |
| Vaucourtois                    | 77484      | CA Coulommiers Pays de Brie   | 4,68             | 281 (2022)                        | 60                 | modifier les données · modifier les données |
| Villemareuil                   | 77505      | CA Pays de Meaux              | 10,67            | 383 (2022)                        | 36                 | modifier les données · modifier les données |
| Villiers-sur-Morin             | 77521      | CA Coulommiers Pays de Brie   | 6,28             | 2 067 (2022)                      | 329                | modifier les données · modifier les données |
| Voulangis                      | 77529      | CA Coulommiers Pays de Brie   | 9,58             | 1 504 (2022)                      | 157                | modifier les données · modifier les données |
| Canton de Serris               | 7721       |                               | 164,07           | 74 496 (2022)                     | 454                | modifier les données                        |

## Démographie
En 2022, le canton comptait 74 496 habitants, en évolution de +7,58 % par rapport à 2016 (Seine-et-Marne : +3,92 %, France hors Mayotte : +2,11 %).
| 2013   | 2018   | 2022   |
| ------ | ------ | ------ |
| 66 178 | 71 497 | 74 496 |